# Šaratica
Šaratica je minerální voda hydrochemického typu SO4 – Na – Mg dosahující velmi silné mineralizace. Pochází z okolí obce Šaratice a města Újezd u Brna. Je známá především projímavým účinkem.
V místě je možné navštívit několik těžebních polí s jímacími studnami; vodu však v místě není možné ochutnat nebo odebírat pro vlastní potřebu.

## Historie
Minerálka byla objevena náhodně na konci 19. století. Stáčena do lahví je od roku 1896, tehdy ještě v rámci obce Šaratice. Vody obdobného složení se začaly jímat a lahvovat i v okolních obcích pod názvy Otnica, Moravia nebo Šternovka. Po roce 1948 došlo ke sjednocení výroby pod názvem Šaratica.

## Těžba a technologie výroby

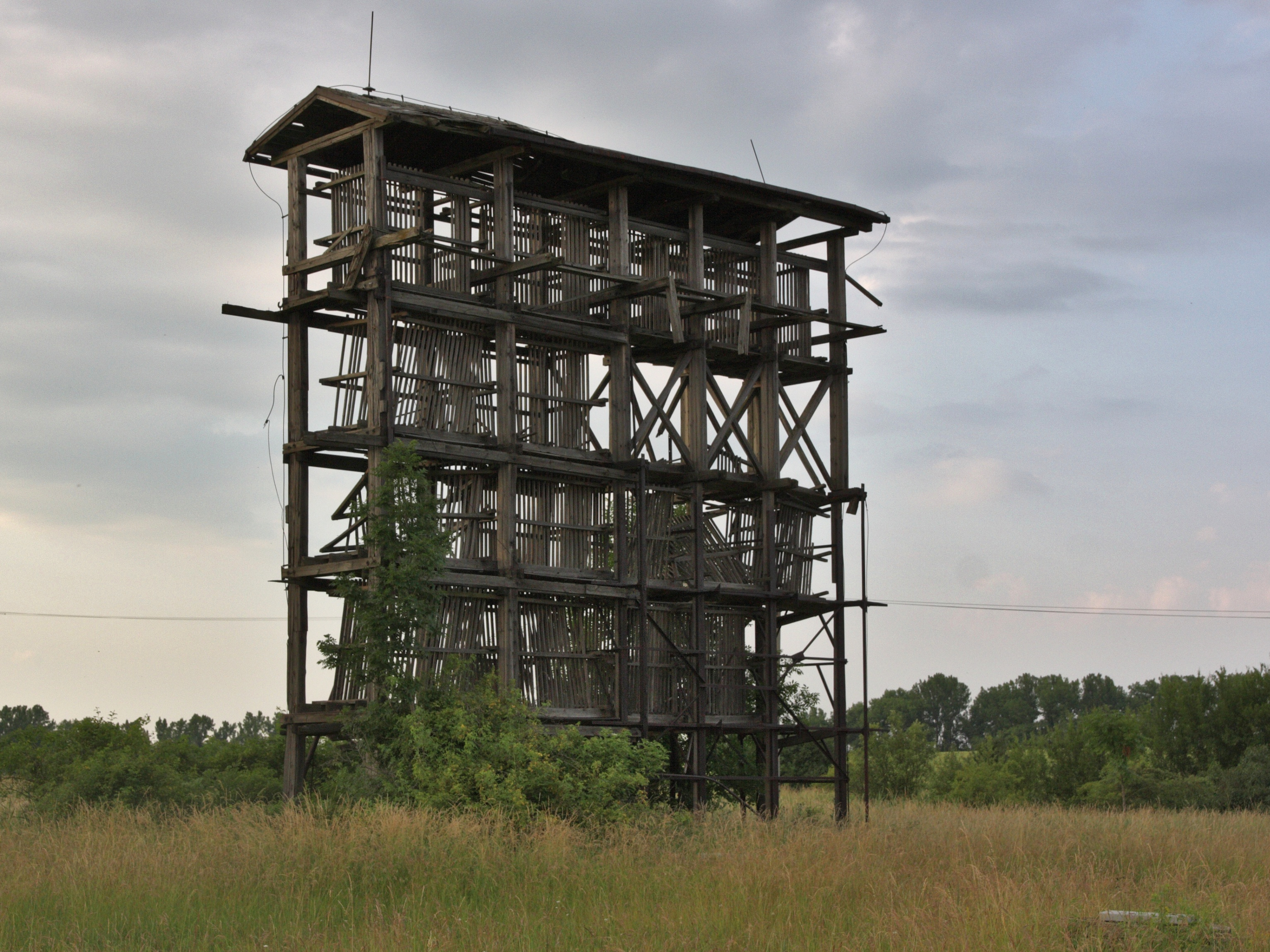
Gradační věž z roku 1945 na těžebním poli Kalužiny, stav v roce 2013. Zanikla někdy před rokem 2020.

Produkce po druhé světové válce dosahovala 930 m³ za rok, postupně se zvyšovala až v roce 1962 dosáhla 2560 m³. V polovině 20. století se k výrobě používalo tzv. gradačních věží (lidově zvaných sušárna vody). Voda vyčerpaná ze studní se čerpala na dřevěné konstrukce pokryté skleněnými deskami, po kterých stékala dolů. Během tohoto procesu se voda odpařovala a minerální roztok se koncentroval. Takto získané koncentráty (případně samotné soli) se míchaly s čistou vodou pro dosažení roztoku žádané koncentrace, který se plnil do lahví.
V současnosti se požadované koncentrace dosahuje mísením vody z různých studní doplněným řízeným odparem s nuceným prouděním vzduchu, kde se díky použití mikrobiálních filtrů a UV záření snáze zabrání kontaminaci, než v případě gradačních věží.
| Rok  | Objem těžby |
| ---- | ----------- |
| 1949 | 980 m³      |
| 1962 | 2560 m³     |
| 1976 | 1620 m³     |
| 1983 | 1680 m³     |
| 1998 | 1120 m³     |
| 1999 | 980 m³      |
| 2001 | 800 m³      |
| 2004 | 616 m³      |
| 2005 | 535 m³      |
| 2006 | 418 m³      |
| 2007 | 441 m³      |
| 2008 | 304 m³      |

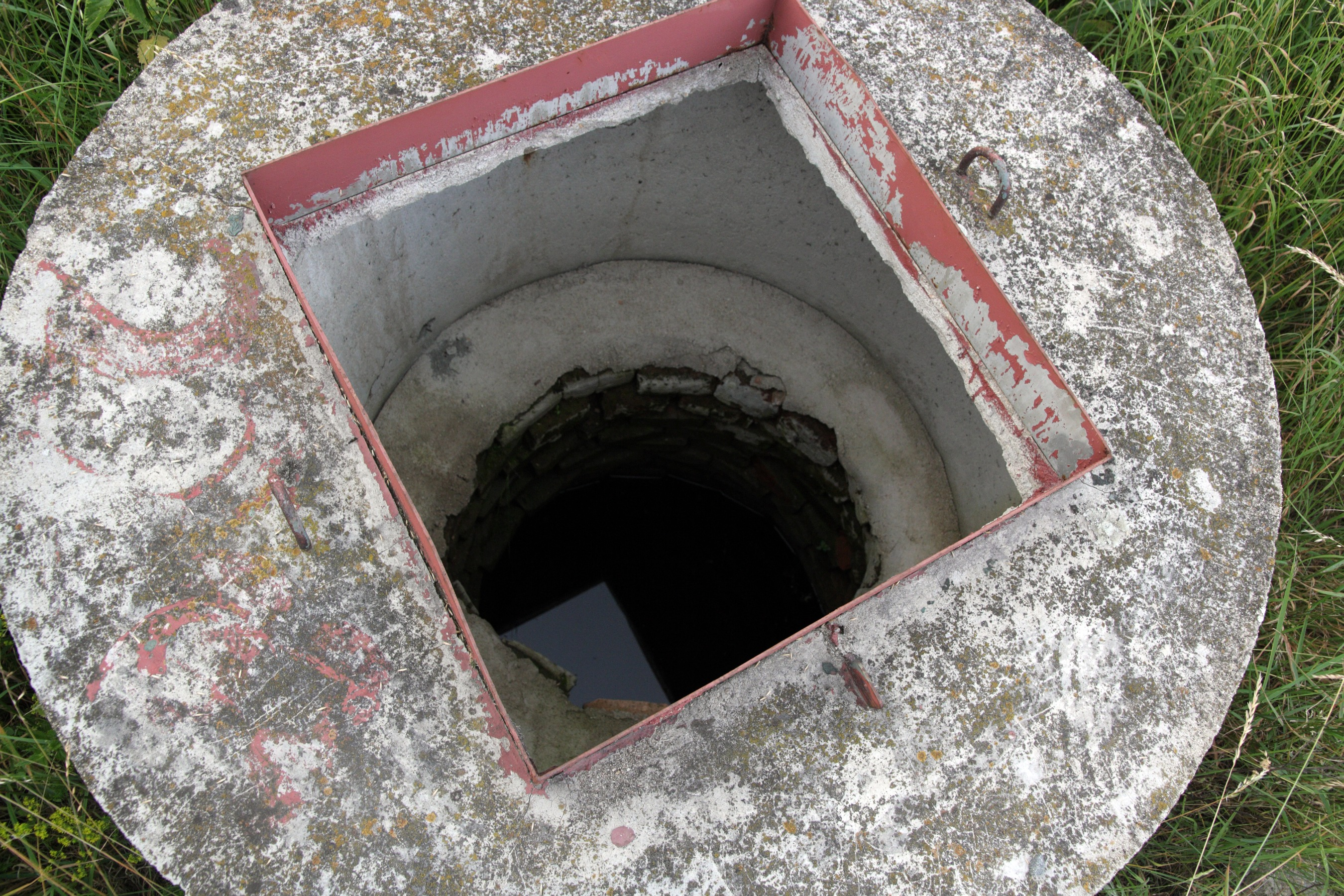
Nevyužívaná studna na těžebním poli u Újezda u Brna

Jako zdrojů je využíváno těžebních polí Kalužiny (Šaratice), Újezd u Brna, Nesvačilka, Luže (Nesvačilka), Těšany. V současnosti se čerpá na polích Kalužiny (Šaratice) a Újezd u Brna, přičemž využití první lokality roste na úkor lokality druhé.
Šaratica vzniká v relativně malých hloubkách, studny dosahují hloubky 6–13 metrů. V současnosti jich je celkem 249, ale využívá se jen část. To jak z důvodu poptávky (těžební limity 1800 m³ nejsou omezující), tak z důvodu postupného vyloužení sedimentů v okolí studní, jejichž voda již nedosahuje požadované koncentrace.

## Složení

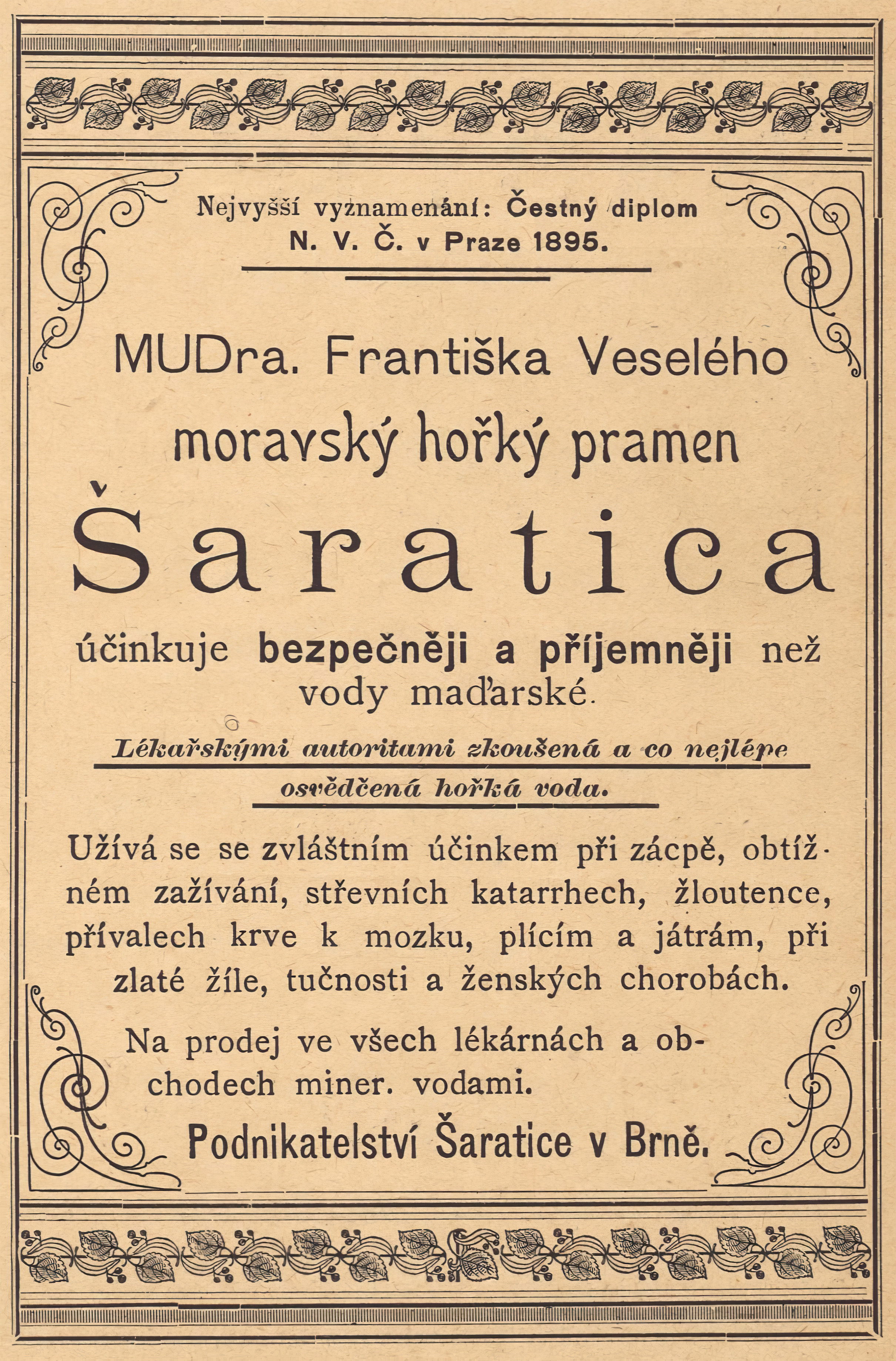
Šaratica, dobový inzerát (1897)

V této velmi silně mineralizované vodě převládají síranové anionty a hořečnaté kationty, které mají vliv na lidské trávení. S tím souvisel i dřívější reklamní slogan:
| „ | Pijte Šaratici, zrychlí Váš krok. | “ |

Vlivem postupného vyluhování podloží i proměn výrobního postupu se časem mění i úroveň celkové mineralizace. Norma ČSN 86 8000 z roku 1965 vyžadovala celkovou mineralizaci hotové Šaratice 26 000 mg/l – získávání tak koncentrovaného roztoku ale bylo značně problematické. Dnes je úroveň mineralizace stanovena na 12 264 mg/l. Následující tabulka udává složení lahvované minerální vody:
| [mg/l] | Celková miner. | Na+  | K+   | Mg2+ | Ca2+ | SO42−  |
| ------ | -------------- | ---- | ---- | ---- | ---- | ------ |
| 1964   | 25 030         | 4588 | 59,9 | 2010 | 199  | 17 328 |
| 1994   | 15 164         | 2466 | 35,7 | 1257 | 361  | 10 287 |
| 1997   | 12 264         | 2203 | 26,3 | 944  | 220  | 8141   |
| 2002   | 12 387         | 2060 | 26,9 | 1036 | 200  | 8365   |
| 2004   | 13 293         | 2149 | 35,6 | 1055 | 270  | 9062   |
| 2005   | 13 517         | 2218 | 37,9 | 1036 | 255  | 9282   |
| 2006   | 14 660         | 2292 | 45,6 | 1307 | 262  | 10 002 |
| 2007   | 12 785         | 2117 | 29,0 | 861  | 268  | 8383   |

Mineralizace vody ve studních je závislá na konkrétní lokalitě, srážkovém úhrnu i vyloužení podloží. Rozdíly ilustruje následující přehled z roku 1984:
| [mg/l] | Šaratice | Újezd  | Těšany   | Nesvačilka | Průměr    |
| ------ | -------- | ------ | -------- | ---------- | --------- |
| Na+    | 2520,0   | 3760,0 | 6960,0   | 4570,0     | 4452,20   |
| K+     | 65,0     | 65,0   | 100,0    | 80,0       | 77,50     |
| Ca2+   | 559,0    | 30,0   | 633,0    | 220,0      | 360,50    |
| Mg2+   | 560,0    | 287,0  | 1110,0   | 620,0      | 644,25    |
| Cl−    | 390,0    | 1410,0 | 950,0    | 2380,0     | 1282,50   |
| SO42−  | 7570,0   | 6903,0 | 20 400,0 | 8993,0     | 10 966,50 |
| NO2−   | 17,1     | 13,5   | 54,4     | 7,52       | 23,13     |

## Podobné minerální vody
- Regulátor – stáčena v první polovině 20. století u Lenešic
- Zaječická hořká